# Binnenlands gedistilleerd

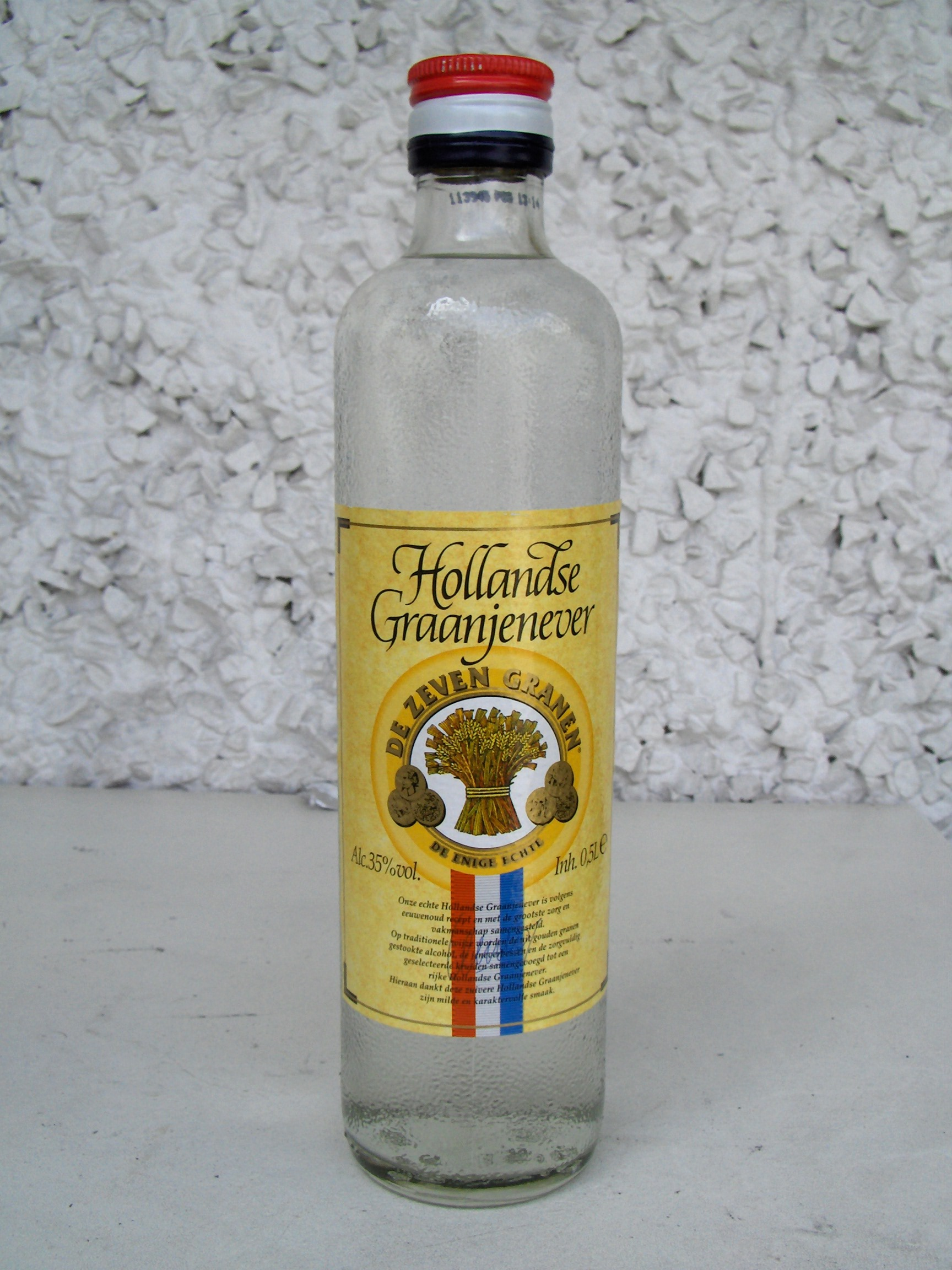
Een binnenlands gedestilleerd drankje.

Binnenlands gedistilleerd is op de drankenkaart van een Nederlands café sterkedrank die in Nederland is gedistilleerd. Hieronder worden meestal korenwijn, vieux en bovenal jonge en oude jenever begrepen. Binnenlands gedistilleerd is meestal wat goedkoper dan "buitenlands gedistilleerd" (whiskey, wodka, enzovoorts).